# Shaun Davies
Pas d'image ? Cliquez ici

a Compétitions nationales et continentales officielles uniquement.

b Matchs officiels uniquement.
Dernière mise à jour le 28 avril  2021.
Shaun Davies, né le 20 juin 1989 à Durban, est un joueur américano-sud-africain de rugby à XV. 

## Biographie
Natif de Durban, Shaun Davies est formé à la Westville Boys' High School (en). Après l'obtention de son diplôme, il part aux États-Unis. Il intègre en 2009 l'Université Brigham Young, et porte les couleurs des Cougars. Dès sa première année, il remporte la Division 1-A Rugby (en), le championnat universitaire. Il est notamment élu homme du match lors de la finale face aux Golden Bears de la Californie. En 2012, il remporte un second titre universitaire. 
Devenu entre-temps éligible pour représenter les États-Unis, il est sélectionné pour rencontrer la Géorgie à l'été 2012. En club, après son cursus universitaire, il rejoint l'équipe sénior des Running Eagles de Life, qui évolue dans le championnat américain. En 2013, il obtient une seconde sélection, puis disparaît du groupe américain.
En 2016, il intègre les Aviators de l'Ohio qui disputent le PRO Rugby. Titulaire avec son club, il a aussi la charge du jeu au pied. Il inscrit 80 points lors de cette saison. 
En 2017, après la disparition du PRO Rugby, il rebondit aux Glendale Merlins (en). Lors de cette saison, il réintègre la sélection américaine, et s'impose petit à petit comme le principal demi de mêlée de l'équipe. En 2018, dans la continuité de son engagement à Glendale, il signe avec les Raptors, équipe professionnelle qui évolue dans la nouvelle Major League Rugby. 
En 2019, il obtient la citoyenneté américaine. Membre éminent de la sélection américaine, il est logiquement du voyage au Japon pour la Coupe du monde. Il est titulaire lors des rencontres face à la France et à l'Angleterre.
Après la coupe du monde, il annonce d'abord se retirer de la scène internationale, puis rejoint le staff des Warriors de l'Utah, où il officie en tant qu'entraîneur-adjoint.

## Statistiques

### En sélection à XV
| Année | Compétition                       | Matchs | Points | Essais | Transf. | Drops | Pénal. |
| ----- | --------------------------------- | ------ | ------ | ------ | ------- | ----- | ------ |
| 2012  | Test                              | 1      | -      | -      | -       | -     | -      |
| 2013  | Test                              | 1      | -      | -      | -       | -     | -      |
| 2017  | ARC                               | 4      | 13     | -      | 5       | -     | 1      |
| 2017  | Tests                             | 4      | 5      | 1      | -       | -     | -      |
| 2017  | Qualification à la coupe du monde | 2      | -      | -      | -       | -     | -      |
| 2018  | ARC                               | 3      | -      | -      | -       | -     | -      |
| 2018  | Tests                             | 4      | -      | -      | -       | -     | -      |
| 2019  | ARC                               | 3      | 5      | 1      | -       | -     | -      |
| 2019  | Coupe des nations du Pacifique    | 2      | -      | -      | -       | -     | -      |
| 2019  | Test                              | 1      | -      | -      | -       | -     | -      |
| 2019  | Coupe du monde                    | 2      | -      | -      | -       | -     | -      |
| Total | Total                             | 27     | 23     | 2      | 5       | -     | 1      |

| Essai | Adversaire | Lieu                              | Compétition | Date             | Résultat | Score |
| ----- | ---------- | --------------------------------- | ----------- | ---------------- | -------- | ----- |
| 1     | Allemagne  | BRITA-Arena, Wiesbaden            | Test        | 18 novembre 2017 | Victoire | 17-46 |
| 1     | Chili      | Stade Santiago Bueras (en), Maipú | ARC         | 2 février 2019   | Victoire | 8-71  |